# 布萊克韋爾 (密蘇里州)
布萊克韋爾（英語：Blackwell）是位於美國密蘇里州聖弗朗索瓦縣的非建制地區。

## 歷史
布萊克韋爾的郵局自1885年營運至今。

## 地理
布萊克韋爾所處的海拔為高於海平面204米（即669英呎），而該地所採用的時區為UTC-6，即北美中部時區（CST）。同時該地設有夏令時間，為UTC-6調快一小時，即UTC-5（CDT）。